# Odontolabis cuvera gestroi
Odontolabis cuvera gestroi es una subespecie de coleóptero de la familia Lucanidae.

## Distribución geográfica
Habita en Kachin y Tailandia.